# Bland-Altman-Diagramm

Beispiel eines Bland-Altman-Diagramms

Das Bland-Altman-Diagramm (Syn. m-d-Plot) – benannt nach John Martin Bland und Douglas G. Altman – ist eine graphische Darstellungsmethode für den Vergleich zweier Messmethoden {\displaystyle S_{1}} und {\displaystyle S_{2}}.

## Diagrammerstellung
In dieser Sonderform eines Punktdiagramms werden die Differenzen {\displaystyle S_{1}-S_{2}} der beiden Messmethoden (oder alternativ das Verhältnis {\displaystyle {\tfrac {S_{1}}{S_{2}}}}) gegen den Mittelwert {\displaystyle {\tfrac {S_{1}+S_{2}}{2}}} der beiden Methoden aufgetragen. In einem Kartesischen Koordinatensystem ist das Bland-Altman-Diagramm also gegeben durch den Graphen
{\displaystyle S(x,y)=\left({\frac {S_{1}+S_{2}}{2}},(S_{1}-S_{2})\right)}.
Zur leichteren Interpretation werden zusätzlich drei Linien dargestellt:
- Mittelwert der Differenz
- Mittelwert der Differenz plus 1,96 · Standardabweichung der Differenz
- Mittelwert der Differenz minus 1,96 · Standardabweichung der Differenz

## Interpretation
Dieses Diagramm erlaubt auf einen Blick eine optische Beurteilung über die Beziehung der beiden aufgetragenen Größen. Man erkennt die Höhe der Schwankungsbreite der Abweichungen anhand der oberen und unteren Linie der Standardabweichung.
Man sieht direkt systematische Messfehler, also wenn eine Messmethode prinzipiell höhere oder niedrigere Werte als die andere misst daran, dass die Differenz der Mittelwerte größer oder kleiner null ist. Wenn die Abweichung der Methoden von der Höhe der Messwerte abhängt, liegt die Messpunktewolke nicht parallel zur horizontalen Achse, sondern geneigt. Falls die Streuung der Abweichungen von der Höhe der Werte abhängig ist weitet sich die Punktewolke von links nach rechts oder umgekehrt auf. Für Letzteres ist eine logarithmische Darstellung der Mittelwerte besonders aussagekräftig.
Das Diagramm wird vor allem für den Vergleich neuer Messverfahren mit einem Goldstandard eingesetzt.
Als Beispiel hierzu dient Viecelli et al., welcher krafttrainingsrelevante Deskriptoren aus Smartphone Beschleunigungsdaten extrahierte und diese gegen eine Videoanalyse (Goldstandard) verglich.